# Président de la république bolivarienne du Venezuela
 (mars 2018).
Si vous disposez d'ouvrages ou d'articles de référence ou si vous connaissez des sites web de qualité traitant du thème abordé ici, merci de compléter l'article en donnant les références utiles à sa vérifiabilité et en les liant à la section « Notes et références ».
 (mars 2018).
Le président de la république bolivarienne du Venezuela (en espagnol : Presidente de la República Bolivariana de Venezuela) est le chef de l'État et du gouvernement du Venezuela. Il est secondé par le vice-président. 
La durée du mandat a été fixée à 6 ans par la constitution de 1999, mais les limites ont été supprimées en 2009, ce qui a permis à l'époque à Hugo Chávez de se représenter.
L'actuel titulaire de la fonction est Nicolás Maduro mais en pleine crise politique, Juan Guaidó s'est autoproclamé président par intérim le 23 janvier 2019 en invoquant notamment l'article 233 de la Constitution vénézuélienne,.

## Élections
Le président de la république bolivarienne du Venezuela est élu au scrutin uninominal majoritaire à un tour pour un mandat de six ans, sans limitation du nombre de mandats. Est élu le candidat qui obtient le plus de suffrages,.
La constitution de 1999 dispose que les candidats doivent obligatoirement être de nationalité vénézuélienne de naissance, ne posséder aucune autre nationalité, être âgé d'au moins 30 ans au jour du scrutin, ne pas expier une peine en cours, et ne pas occuper un poste de vice-président, ministre, gouverneur ou maire au moment du dépôt de leur candidature.
Comme tout autre personne occupant une fonction élective, le président de la République est soumis à une disposition de la constitution qui permet à la population de provoquer la convocation d'un référendum révocatoire à son encontre. Un tel référendum ne peut cependant être convoqué qu'au cours de la seconde moitié de son mandat, à condition de réunir les signatures d'au moins 20 % du total des inscrits sur les listes électorales. Pour aboutir à une révocation du président, la participation au référendum doit franchir le quorum de 25 % des inscrits, et aboutir à une majorité absolue de votes « pour ». Enfin, le total de ces derniers doit être supérieur au nombre de voix obtenu par le président lors de son élection.

## Fonction et pouvoir
En tant que république auto-décrite[Quoi ?] avec un exécutif présidentiel, le Venezuela accorde des pouvoirs importants au président. Il contrôle effectivement le pouvoir exécutif, représente le pays à l'étranger et nomme le cabinet et, avec l'approbation de l'Assemblée nationale, les juges du Tribunal suprême de justice. Le président est également le commandant en chef des Forces armées nationales bolivariennes (FANB).
Les pouvoirs et obligations du président du Venezuela sont établis, limités et numérotés par les articles 236 et 237 de la Constitution :
- Respecter et appliquer la Constitution et la loi.
- Diriger l'activité du gouvernement.
- Nommer et révoquer le vice-président exécutif et les ministres du cabinet.
- Diriger les relations internationales de la République et signer et ratifier les traités, accords ou conventions internationaux.
- Diriger les Forces armées nationales en sa qualité de Commandant en chef, exercer l'autorité hiérarchique suprême sur le même et établir leur contingent.
- Pour exercer le commandement suprême sur les Forces armées nationales, promouvoir leurs officiers au grade de colonel ou capitaine de marine et au-dessus, et les nommer aux postes qui leur sont exclusivement réservés.
- Déclarer des états d'exception et ordonner la restriction des garanties dans les cas prévus par la Constitution.
- Émettre des décrets ayant force de loi, préalablement autorisés par une loi habilitante.
- Convoquer des sessions spéciales de l'Assemblée nationale.
- Émettre des règlements pour l'application des lois, en tout ou en partie, sans altérer l'esprit, le but et la raison d'être des lois.
- Administrer le Trésor Public National.
- Pour négocier des prêts nationaux.
- Pour commander un poste budgétaire extraordinaire en plus du budget, sous réserve d'une autorisation préalable de l'Assemblée nationale ou du Comité délégué.
- Pour conclure des contrats dans l'intérêt national, sous réserve de la présente Constitution et des lois applicables.
- Désigner, sous réserve de l'autorisation préalable de l'Assemblée nationale ou du Comité délégué, le procureur général de la République et les chefs des missions diplomatiques permanentes.
- Désigner et révoquer les fonctionnaires dont la nomination est soumise à la discrétion de la Constitution ou de la loi applicable.
- Pour adresser des rapports ou des messages spéciaux à l'Assemblée nationale, soit en personne ou par l'intermédiaire du vice-président exécutif.
- Formuler le plan de développement national et, sous réserve d'approbation préalable de l'Assemblée nationale, en diriger la mise en œuvre.
- Pour accorder des pardons.
- Déterminer le nombre, l'organisation et la compétence des ministères et des autres organes composant la Direction nationale de l'Administration Publique, ainsi que l'organisation et les fonctions des ministres du Cabinet, dans le cadre des principes et directives énoncés dans la loi organique pertinente.
- Dissoudre l'Assemblée nationale dans le cas prévu par la Constitution.
- Appeler la référence dans les cas prévus par la présente Constitution.
- Convoquer et présider les réunions du Conseil de la défense nationale.

Tous les autres sont dévolus au président en vertu de la Constitution et de la loi.